# انزو ماتئوچی
انزو ماتئوچی (انگلیسی: Enzo Matteucci; ۲۰ دسامبر ۱۹۳۳ – ۳ ژوئیهٔ ۱۹۹۲) بازیکن فوتبال اهل ایتالیا بود.
از باشگاه‌هایی که در آن بازی کرده‌است می‌توان به باشگاه فوتبال اینتر میلان، باشگاه فوتبال آنکونا، باشگاه فوتبال آ.اس. رم، باشگاه فوتبال سمپدوریا، و باشگاه فوتبال اسپال اشاره کرد.